# أحمد ثوريك
أحمد ثوريك (بالإنجليزية: Ahmed Thoriq)‏ (مواليد 8 أكتوبر 1980) لاعب كرة قدم مالديفي دولي يجيد اللعب في مركز الهجوم. يلعب حاليا لصالح نادي نيو رأديانت المالديفي.

## روابط خارجية
- أحمد ثوريك على موقع قاعدة بيانات كرة القدم.إي يو (الإنجليزية)
- أحمد ثوريك على موقع ناشيونال فوتبول تيمز (الإنجليزية)